# 東京佼成ウインドオーケストラ作曲コンクール
東京佼成ウインドオーケストラ作曲コンクール（とうきょうこうせいウインドオーケストラさっきょくコンクール）は、東京佼成ウインドオーケストラ主催で開催されていた作曲コンクールである。

## 概要
2006年より3年ごとに開催され、21世紀の優れた吹奏楽作品を発掘および普及を目的としている。出品者の年齢、国籍は問わない。
二次予選までは非公開だが、本選会は一般公開される。本選会は11月ごろに開催され、2006年（第1回）の本選会は東京芸術劇場大ホールで行われた。
2022年現在、2009年の第2回を最後に開催されず、自然消滅のような状態となっている。
第1位入賞者が審査委員会の推薦を受けた場合には、東京佼成ウインドオーケストラが当該入賞者に新作の委嘱をし、その作品を同団の定期演奏会で演奏することになっていた。

## 過去の結果
- 第1回（2006年）会場：東京芸術劇場　指揮：ポール・メイエ

第1位：該当作品なし
第2位：コン・ブリオ（バーナビー・ホーリントン／イギリス）
第3位：見えない都市（木村政巳／日本）、プロセッション（ジョン・ウィークス／イギリス）
審査員特別賞：見えない都市（木村政巳／日本）
フレデリック・フェネル特別賞：室内交響曲第1番（ホセ・スニュール・オリオラ／スペイン）
- 第2回（2009年）会場：東京芸術劇場　指揮：小林恵子

第1位：宙（そら）の時　～吹奏楽の為の（山内雅弘／日本）
第2位：デ・カウシス（フランシスコ・サカレス・フォルト／スペイン）
第3位：吹奏楽のためのグランド・アラベスク（稲森安太己／日本）
審査委員会特別賞：吹奏楽のための「ノットゥルノ」（平野達也／日本）
フレデリック・フェネル特別賞：デ・カウシス（フランシスコ・サカレス・フォルト／スペイン）